# Zena Grey
Zena Lotus Grey (Nueva York, 15 de noviembre de 1988) es una actriz estadounidense.

## Biografía
Es hija del visionario artista Alex Grey y de la artista y diseñadora Allyson Grey. Fue educada en el judaísmo, aunque sus padres también pertenecen a la comunidad budista.
Actualmente, Zena vive en Nueva York, (EE. UU.) con sus padres. Ha estudiado en el Lee Strasberg Theatre Institute, Creative Theatrics, HB Studio School of Acting, Weist Barron School of Acting, y el New York Conservatory for the Arts.
En su primera película, en el juego Of-Of Broadway, The Herbal Bed. En 1999, actuó en la película, El coleccionista de huesos con Angelina Jolie y Denzel Washington, antes del estreno de las películas Snow Day (2000), y Max Keeble's Big Move (2001). 
En diciembre de 2004, Zena actúa como la hija de Dennis Quaid en la película In Good Gompany.

## Filmografía
| Cine                 | Cine                  | Cine              | Cine |
| Año                  | Película              | Rol               |      |
| -------------------- | --------------------- | ----------------- | ---- |
| 1999                 | The Bone Collector    | Nieta             |      |
| 2000                 | Snow Day              | Natalie Brandston |      |
| 2001                 | Max Keeble's Big Move | Megan             |      |
| 2001                 | Summer Catch          | Katie Parrish     |      |
| 2004                 | In Good Company       | Jana Foreman      |      |
| 2004                 | Stateside             | Gina Deloach      |      |
| 2006                 | The Shaggy Dog        | Carly Douglas     |      |
| 2010                 | My Soul to Take       | Penelope          |      |
| Series de televisión |                       |                   |      |
| Año                  | Serie de televisión   | Rol               |      |
| 2016                 | Scream                | Gina McLane       |      |